# عادل الحمادي
عادل الحمادي مواليد 7 ديسمبر 1991، لاعب كرة قدم إماراتي يجيد اللعب في الظهير الأيسر .
لعب سابقاً في النادي الأهلي و نادي عجمان ونادي دبا الفجيرة ونادي اتحاد كلباء ونادي الحمرية.

## روابط خارجية
- عادل الحمادي على موقع Soccerway.com (الإنجليزية)
- عادل الحمادي على موقع كووورة